# Camper Van Beethoven
Camper Van Beethoven ist eine Alternative-Rock-Band aus Santa Cruz, Kalifornien (USA).

## Geschichte
Die 1983 gegründete Band zeichnete sich durch einen surrealen Humor und eine eklektizistische Vermischung unterschiedlicher Stile wie Pop, Ska, Punkrock, Folk, Psychedelia, Surf und Country aus. Sie zählte in den beginnenden 1980er Jahren neben Black Flag, Sonic Youth oder Hüsker Dü zu den ersten Vertretern des Indie-Rock, die ihre Schallplatten bei kleinen Plattenfirmen veröffentlichten. Später stieß David Immerglück zu der Band, der Gitarre und Streichinstrumente spielte. Vor allem im US-College-Radio waren sie aufgrund ihrer ironischen Texte beliebt und hatten mit Take The Skinheads Bowling aus dem Album Telephone Free Landslide Victory 1985 einen weltweiten Underground-Hit.
1988 unterschrieb die Gruppe bei Virgin, wo sie zwei Alben veröffentlichten, bevor sie sich 1990 trennten.
Die Mitglieder beteiligten sich an einer Vielzahl an Nebenprojekten. Lisher, Pederson und Immerglück spielten in der Progressive-Rock-Band Monks of Doom, während Segel und Krummenacher sich mit Eugene Chadbourne zusammentaten und als Camper van Chadbourne musizierten. Am erfolgreichsten war jedoch Lowery, der bei Virgin blieb und mit Cracker mehrere beachtete Alben veröffentlichte.
Im Jahre 2002 kam es zum ersten Zusammenkommen der ehemaligen Mitglieder im Beiprogramm von Cracker-Auftritten. Zwei Jahre später wurde nach 15 Jahren das erste Studioalbum New Roman Times aufgenommen. Gleichwohl wurde bereits im Jahre 2002 das Album Tusk veröffentlicht, über dessen Entstehungsgeschichte lediglich Mythen seitens Camper van Beethoven verbreitet wurden.
2013 erschien schließlich das Album La Costa Perdida.

## Diskografie
- Telephone Free Landslide Victory (1985, Independent Projects)
- II & III (1986, Pitch-A-Tent)
- Camper Van Beethoven (1987, Pitch-A-Tent)
- Our Beloved Revolutionary Sweetheart (1988, Virgin Records)
- Key Lime Pie (1989, Virgin Records)
- Camper Vantiquities (1993, Pitch-A-Tent)
- The Virgin Years (1994, Virgin Records) (Camper Van Beethoven & Cracker)
- Camper Van Beethoven is Dead. Long Live Camper Van Beethoven (2000, Pitch-A-Tent)
- Cigarettes & Carrot Juice: the Santa Cruz Years (2002, Pitch-A-Tent)
- Tusk (2002, Pitch-A-Tent)
- New Roman Times (2004, Pitch-A-Tent)
- Popular Sons Of Great Enduring Strength And Beauty (Best Of 1985-1990) (2008)
- La Costa Perdida (2013)
- El Camino Real (2014)